# Certima miliaria
Certima miliaria là một loài bướm đêm trong họ Geometridae.